# مونیکا ورا
مونیکا ورا (به اسپانیایی: Monica Vera) یک بازیگر پورنوی اسپانیایی است.

## جایزه‌ها
- ۲۰۰۶ جشنواره بین‌المللی فیلم شهوانی بارسلونا ٫ برنده جایزه برای بازی در Ficeb 2006 Queen
- ۲۰۰۶ جشنواره بین‌المللی فیلم شهوانی بارسلونا ٫ نامزد دریافت جایزه بهترین بازیگر سکسی جدید اسپانیایی برای بازی در Rompiendo barreras
- ۲۰۰۷ جشنواره بین‌المللی فیلم شهوانی بارسلونا ٫ برنده جایزه بهترین بازیگر اسپانیایی برای بازی در Talion